# 識別不能
識別不能（しきべつふのう）とは、二つの確率変数を見分けることができないことを意味する。ただ、これらを「見分けようとする人」がどのようにして見分けるのか、どれだけの能力を持っているかによって、見分けられるか・見分けられないかは異なる。そのため、想定する「見分けるために使う能力」により、三つの定義がある。

## 情報論的識別不能
{\displaystyle \{X_{k}\}_{k\in N},\{Y_{k}\}_{k\in N}}を確率変数の族とする。
ある{\displaystyle k_{0}}があって任意の{\displaystyle k>k_{0}}に対し{\displaystyle X_{k}}の従う確率分布と{\displaystyle Y_{k}}の従う確率分布が同一である時、族{\displaystyle \{X_{k}\}_{k\in N}}と{\displaystyle \{Y_{k}\}_{k\in N}}は情報論的識別不能であるという。
二つの確率変数（の確率分布）が同一であれば、どんなに計算能力があろうとも見分けることができない。つまり、情報論的識別不能は、「どんなに計算能力があろうとも」見分けることができないことを意味する。
例：
- 確率変数{\displaystyle X_{k}} ：公正なコインを{\displaystyle k}回ふる、という実験の結果。コインの表が出たら1、裏が出たら0、として、{\displaystyle k}個の0,1列で表現する。
- 確率変数{\displaystyle Y_{k}} ：公正な2つのコインを{\displaystyle k}回ふって、各回に同じ面が出るか、という実験の結果。2つのコインで同じ面が出たら1、異なる面が出たら0、として{\displaystyle k}個の0,1列で表現する。

{\displaystyle X_{k}}と{\displaystyle Y_{k}}は異なる実験によって得られる確率変数であるが、共に、任意の{\displaystyle k}ビット列が確率{\displaystyle 1/2^{k}}で生じる。よって、{\displaystyle X=\{X_{k}\}_{k}}と{\displaystyle Y=\{Y_{k}\}_{k}}は情報論的識別不能である。

## 統計的識別不能
{\displaystyle A}、{\displaystyle B}を確率変数とする。
{\displaystyle A}と{\displaystyle B}との統計的距離を{\displaystyle \sum _{x\in \{0,1\}^{k}}|Pr(A=x)-Pr(B=x)|}　により定義する。
{\displaystyle X_{k}}と{\displaystyle Y_{k}}との統計的距離が、{\displaystyle k}に対して無視できるとき、
すなわち任意の多項式{\displaystyle P}に対し、ある{\displaystyle k_{0}}があって任意の{\displaystyle k>k_{0}}に対し、{\displaystyle \sum _{x\in \{0,1\}^{k}}|Pr(X_{k}=x)-Pr(Y_{k}=x)|<1/P(k)}となる時、族{\displaystyle \{X_{k}\}_{k\in N}}と{\displaystyle \{Y_{k}\}_{k\in N}}は統計的識別不能であるという。
二つの確率変数を見分けたい人が、いずれかの確率変数（の確率分布）によって選ばれた値を次々に観測し続けて、見分けることを考えよう。二つの確率分布が大きく異なる場合、観測値の頻度分布を求めることで、どちらの確率分布であるのかを見分けることができるだろう。逆に、確率分布がほとんど同じ場合、多くの値を観測したとしても見分けはつきにくい。統計的識別不可能は、多項式個の値を観測しても見分けがつかないことを意味する。
例：
- 確率変数{\displaystyle X_{k}} ：公正なコインを{\displaystyle k}回ふる、という実験の結果。コインの表が出たら1、裏が出たら0、として、{\displaystyle k}個の0,1列で表現する。
- 確率変数{\displaystyle Z_{k}} ：{\displaystyle X_{k}}と同じ実験をするが、{\displaystyle k}回続けて裏が出たら、最初からやり直すという実験の結果。

{\displaystyle Z_{k}}では、0が{\displaystyle k}個並んだものは生じず（{\displaystyle Pr[Z_{k}=0000...0]=0}）、それ以外の{\displaystyle k}ビット列が確率{\displaystyle 1/(2^{k}-1)}で生じる。よって、{\displaystyle X_{k}}と{\displaystyle Y_{k}}の統計的距離は{\displaystyle (2^{k}-1)\times |1/2^{k}-1/(2^{k}-1)|+|1/2^{k}-0|=1/2^{k-1}}である。
よって、{\displaystyle X=\{X_{k}\}_{k}}と{\displaystyle Z=\{Z_{k}\}_{k}}は統計的識別不能である。

## 計算量的識別不能
任意の多項式時間機械{\displaystyle D} （識別機(distinguisher)という）と任意の多項式{\displaystyle P}に対し、ある{\displaystyle k_{0}}があって任意の{\displaystyle k>k_{0}}に対し
{\displaystyle |Pr(D(X_{k})=1)-Pr(D(Y_{k})=1)|<1/P(k)}となる時、{\displaystyle \{X_{k}\}_{k\in N}}と{\displaystyle \{Y_{k}\}_{k\in N}}は計算量的識別不能であるという。
定義からわかるように、計算量的識別不能は、計算能力を多項式時間に限定した場合に、見分けることができないことを意味する。
例：
暗号理論の分野では、多くの計算量的識別不能を仮定している。例として以下のものがある．
- 平方剰余と平方非剰余
- ディフィー・ヘルマン鍵共有の鍵と乱数